# Cento canzoni da ricordare - vol.6
Cento canzoni da ricordare - vol.6, pubblicato nel 1994 su Musicassetta e CD, è un album discografico del cantante Mario Trevi.

## Il disco
L'album è una raccolta di brani napoletani classici interpretati da Mario Trevi, suddivisa in sei volumi. In questa serie di albums, Trevi affronta ancora una volta il repertorio classico napoletano, andando a riscoprire brani antecedenti agli anni cinquanta ed altri provenienti dal proprio repertorio degli anni sessanta, rendendoli attuali attraverso l'uso degli strumenti elettrofoni dell'epoca.
Gli arrangiamenti sono assegnati all'allora giovane maestro napoletano Carmine Liberati.

## Tracce
1. Pulecenella (Parente-Palligiano)
2. Sarta 'e biancheria (Rendine-Fiorelli)
3. 'Ncantesimo (Bonagura-Bassi)
4. Tra veglia 'e suonno (Rendine-De Gregorio)
5. Tammurriatella gelosa (Rendine-Fiorelli)
6. 'A bumbuniera mia (Alfieri-Fiorelli)
7. Bellù sciore (Rendine-Bonagura)
8. Chella 'e nata cà cammesella (Albano-De Gregorio)
9. Brunettella d'antignano (Capodanno-Fiorelli)
10. 'O vico (Russo-Acampora)